# Asociación Internacional de Física Matemática
La Asociación Internacional de Física Matemática (IAMP) se fundó en 1976 para promover la investigación en física matemática. Reúne a matemáticos investigadores y físicos teóricos, incluidos los estudiantes. Los miembros ordinarios de la asociación son investigadores individuales, aunque las organizaciones y empresas pueden ser miembros asociados. La IAMP está gobernada por un comité ejecutivo elegido por los miembros ordinarios.
La asociación patrocina el Congreso Internacional de Física Matemática (ICMP), que se celebra cada tres años, y también apoya conferencias y talleres más pequeños. Hay un boletín de noticias trimestral.
En la actualidad, la IAMP concede dos tipos de premios de investigación en física matemática en sus reuniones trianuales, el Premio Henri Poincaré (creado en 1997) y el Early Career Award (creado en 2009).

## Lista de presidentes
Los presidentes de la IAMP desde su fundación han sido:
- 2021-23: Bruno Nachtergaele
- 2015-2020: Robert Seiringer
- 2012-14: Antti Kupiainen
- 2009-11: Pavel Exner
- 2006-08: Giovanni Gallavotti
- 2003-05: David Bridges
- 2000-2002: Herbert Spohn
- 1997-99: Elliot Lieb
- 1991-96: Arthur Jaffe
- 1988-1990: John R. Klauder
- 1985-87: Konrad Osterwalder
- 1982-84: Elliot Lieb
- 1979-81: Huzihiro Araki
- 1976-78: Walter Thirring

## Premios otorgados por la IAMP

### Premio Henri Poincaré
El premio Henri Poincaré está patrocinado por la Fundación Daniel Iagolnitzer para reconocer las contribuciones más destacadas en el campo de la física matemática y las que sientan las bases para nuevos desarrollos en este amplio campo. El premio también se creó para reconocer y apoyar a jóvenes de excepcional promesa que ya han realizado contribuciones destacadas en el campo de la  física matemática.
El premio generalmente se otorga a tres personas cada tres años en el Congreso Internacional de Física Matemática (ICMP). El comité del premio es designado por la IAMP.

### Premio IAMP a la carrera profesional temprana
El premio se otorga en el Congreso Internacional de Física Matemática (ICMP) en reconocimiento a un logro único en Física Matemática, para científicos cuya edad es menor de 35 años.